# 195
Cette page concerne l'année 195  du calendrier julien. Pour l'année 195 av. J.-C., voir 195 av. J.-C. Pour le nombre 195, voir 195 (nombre).
L'année 195 est une année commune qui commence un mercredi.

## Événements
- Printemps, Mésopotamie : Septime Sévère mène une campagne punitive contre les partisans de Pescenius Niger en Osroène, qu'il annexe comme une province de l'empire romain avec Caius Julius Pacatianus comme gouverneur[1].
- 14 avril : Julia Domna, épouse de Septime Sévère présente pendant la campagne, est honorée par les troupes comme Mater Castrorum (Mère des Camps)[1].
- Automne : Septime Sévère quitte la Mésopotamie pour se rendre à Viminacium en Mésie[2].
- Hiver : Byzance, qui a pris le parti de Pescennius Niger, capitule dans les derniers mois de l’année ou les premiers de 196 après deux ans de siège. La ville est entièrement ruinée[3].
- 15 décembre : Clodius Albinus, qui s’était proclamé empereur en Bretagne, est déclaré ennemi public (hostis publicus) par le Sénat romain. Il entre en Gaule avec ses légions, installe son quartier général à Lyon et lève de nombreuses troupes[4]. Il se trouve bientôt à la tête de cent cinquante mille hommes.

- En Chine, Les Xiongnu fédérés franchissent la Grande Muraille et s'établissent dans la province de Shanxi[5].

## Décès en 195
- Pescennius Niger décapité par les soldats de Cornelius Anullinus (ou en 194).